# Dimorphandra macrostachya
Dimorphandra macrostachya är en ärtväxtart som beskrevs av George Bentham. Dimorphandra macrostachya ingår i släktet Dimorphandra och familjen ärtväxter.

## Underarter
Arten delas in i följande underarter:
- D. m. congestiflora
- D. m. glabrifolia
- D. m. macrostachya